# Česká hokejová extraliga 2010/2011
Hlavním sponzorem české hokejové extraligy v sezóně 2010/2011 byla nově sázková kancelář Tipsport, a tak soutěž nesla jméno Tipsport Extraliga. Soutěž začala 17. září 2010 a základní část se hrála do 20. února 2011.

## Fakta
- 18. ročník samostatné české nejvyšší hokejové soutěže
- Nejlepší střelec základní části – Tomáš Vlasák HC Plzeň 1929 (30 branek)
- Nejlepší nahrávač – Martin Straka HC Plzeň 1929
- Vítěz kanadského bodování – Tomáš Vlasák HC Plzeň 1929
- Vítěz základní části – HC Oceláři Třinec

## Systém soutěže
Základní část se hrála od září do února, kdy se všechny týmy utkaly každý s každým celkem čtyřikrát. Poté následovalo play-off. Nejprve se hrálo předkolo play-off, ve kterém se utkaly sedmý s desátým a osmý s devátým umístěným klubem v tabulce po základní části. Předkolo play off se hrálo na 3 vítězné zápasy. Poté následovalo klasické play-off, kdy hrál první s osmým, druhý se sedmým, třetí s šestým a čtvrtý s pátým. Od čtvrtfinále se hrálo na 4 vítězné zápasy. Čtyři vítězné týmy ze čtvrtfinále postoupily do semifinále. Vítězní semifinalisté do finále. Vítěz finále se stává Mistrem extraligy, konečné druhé až desáté místo je určeno úspěšností týmů v play-off.
Jedenáctý až čtrnáctý tým tabulky po základní části hráli play-out skupinu o udržení, ve které se každý s každým utkal čtyřikrát, přičemž se započítávaly všechny body ze základní části. Tým, který skončil ve skupině o udržení poslední, hrál baráž o udržení v extralize s vítězem 1. ligy. Tato baráž se hrála na čtyři vítězná utkání.

## Kauza s registracemi hráčů
Dne 2. listopadu 2010 přišlo oddělení Českého svazu ledního hokeje na chybu v registracích před sezonou nově příchozích hráčů do týmů Kladna, Plzeň a Mladé Boleslavi.
Ředitel soutěže Stanislav Šulc uvedl, že byli špatně zaregistrováni plzenští hráči Petr Přikryl a Tomáš Frolo, mladoboleslavští Tomáš Divíšek a Jiří Marušák a Jindřich Kotrla z Kladna. Šulc dále uvedl, že administrativní chyba nastala při zaslání přestupových formulářů u těchto hráčů na svaz a tak nebylo nové působení těchto hráčů zaneseno do jejich registračních průkazů. Na chybu se přišlo náhodně při vyřizování hostování Petra Přikryla v týmu Litoměřic. Uvedl také, že v případě potvrzení chyby hrozí klubům odečty bodů v tabulce.
Následující den (tedy 3. listopadu) bylo uveřejněno potvrzení, že dané kluby skutečně o body přijdou. Mladá Boleslav přijde o 22 z dosavadních 24 získaných bodů, Plzeň o 19 z 28 bodů a Kladno o 6 ze 13 bodů. Kontumace se totiž měla týkat všech zápasů, do kterých špatně zaregistrovaní hráči zasáhli. Od kdy bude kontumace platit, uveřejněno nebylo. Potvrzeno však bylo to, že všech ostatních jedenáct klubů má soupisky v pořádku, ačkoliv podobný postih hrozil i týmu HC Mountfield České Budějovice  za hráče Rostislava Martynka. Nakonec se však vše ukázalo býti v pořádku.
Trest přijalo pouze vedení Kladna, zástupci Plzně a Mladé Boleslavi se s verdiktem nehodlali smířit. Dne 4. listopadu 2010 požádaly oba kluby vedení soutěže o ponechání desetidenní lhůty k prozkoumání celého případu a k zisku důkazů o tom, že bylo vše v pořádku. Oba kluby také prohlásily, že se budou snažit o svolání mimořádné valné hromady Asociace profesionálních klubů, aby kauzu prošetřila. Právní zástupce Plzně Tomáš Tesař připustil, že někteří právníci klubu mu sdělili, že jsou schopni se pokusit dokonce o zastavení celé soutěže. Sám však připustil, že takovou variantu zatím klub nezvažuje.
Ke svolání valné hromady APK nakonec došlo v úterý 16. listopadu v Praze. Na ní byla Šulcovi vyslovena důvěra k rozhodnutí v kauze neoprávněných startů. Ortel měl být vynesen v pátek 19. listopadu. Den před plánovaným vynesením ortelu kvůli špatným registracím rezignoval Jaromír Zavoral, ředitel plzeňského klubu, tedy jednoho z těch, které měly být postiženy. V pátek 19. listopadu bylo ředitelem Šulcem na tiskové konferenci oznámeno rozhodnutí, kdy došlo u provinivších se týmů k odečtu bodů dosažených v utkání, v nichž provinění hráči nastoupili. Kladenský klub rozhodnutí přijal, avšak kluby z Plzně a Boleslavi se proti rozhodnutí chtěly bránit a na začátku prosince se s odvoláním obrátily na Odvolací komisi Asociace profesionálních klubů.
Dne 22. prosince Odvolací komise rozhodla, že se případem nebude zabývat, protože podle jejího názoru nedošlo k naplnění všech podmínek odvolacího potřebných k tomu, aby komise rozhodovala. Podle jejich názoru se kluby měly nejdříve odvolat ke Stanislavu Šulcovi a až po jeho rozhodnutí se případně měly obrátit na Odvolací komisi. Případ se tak vrátil ke Stanislavu Šulcovi, řediteli Asociace profesionálních klubů. Ten však s takovým jejím výkladem nesouhlasil a případ komisi vrátil. Na konci prosince Odvolací komise rozhodnutí o odebrání bodů potvrdila. Tím proti rozhodnutí již není ve sportovním prostředí možnost odvolání. Další odvolání by tak již mohl řešit pouze soud.
V úterý 18. ledna 2011 přišla TV Nova s informací, že by se podobný případ mohl opakovat znovu, tentokrát u týmu HC Oceláři Třinec, konkrétně u hráče Martina Adamského při jeho přestupu z Plzně do Třince, kdy při tom mělo dojít k záměně dvou dokumentů (použito mělo být „Prohlášení o postoupení hráčské smlouvy“ namísto „Ohlášení přestupu“, neboť Adamský přestupoval až po vypršení smlouvy v Plzni). Ředitel extraligy Stanislav Šulc však vinu Třince popřel s tím, že jde pravděpodobně o jeho vlastní (tedy Šulcovu) chybu. Následně se i Disciplinární komise Asociace profesionálních klubů rozhodla, že ani ona nebude hráče Adamského trestat.

## Utkání pod širým nebem

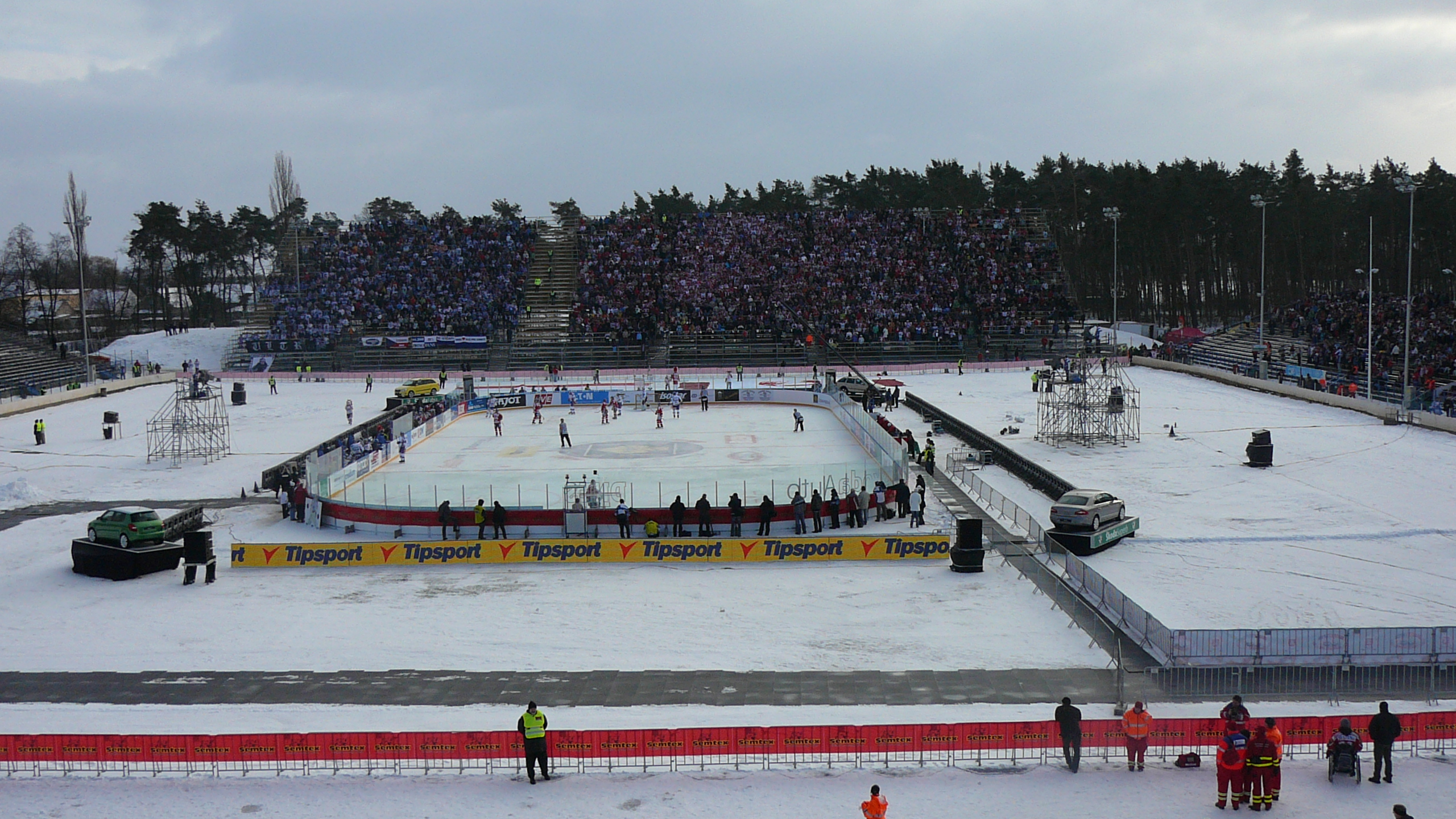
Utkání pod širým nebem v Pardubicích–Svítkově

První utkání pod širým nebem v dějinách české Extraligy (poslední zápas na nezastřešeném stadionu se odehrál na jaře 1967) proběhlo 2. ledna 2011 na plochodrážním stadionu ve Svítkově v Pardubicích. Kapacita speciálně vystavěných tribun dosahovala 25 000 míst, z čehož bylo 17 000 k sezení. Návštěvnost tohoto ojedinělého utkání dosáhla 17 140 diváků, čímž byl překonán o 17 diváků rekord samostatné české extraligy z dubna 2008. Tehdy dorazilo do O2 areny na rozhodující sedmé finále mezi Slavií a Karlovými Vary 17 123 lidí. Utkání ve Svítkově bylo hráno v rámci 36. kola mezi domácími Pardubicemi a Kometou Brno.
V první třetině nastoupily oba týmy v historických dresech. Pardubice je měli jako repliku dresů z 50. a Kometa Brno z 60. let 20. století. V zápase zvítězil domácí tým Pardubic v poměru 4:2. Před vlastním extraligovým utkáním se konal exhibiční zápas mezi veterány obou celků. Tento skončil nerozhodně v poměru 3:3

## Hvězdy týdne
| Týden     | Hráč            | Klub                           | Zdroj |
| --------- | --------------- | ------------------------------ | ----- |
| 1. týden  | Tomáš Vlasák    | HC Plzeň 1929                  | Zdroj |
| 2. týden  | Jakub Kovář     | HC Mountfield České Budějovice | Zdroj |
| 3. týden  | Petr Leška      | PSG Zlín                       | Zdroj |
| 4. týden  | Petr Nedvěd     | Bílí Tygři Liberec             | Zdroj |
| 5. týden  | Sasu Hovi       | HC Kometa Brno                 | Zdroj |
| 6. týden  | Jiří Trvaj      | HC Kometa Brno                 | Zdroj |
| 7. týden  | Petr Nedvěd     | Bílí Tygři Liberec             | Zdroj |
| 8. týden  | Jan Peterek     | HC Oceláři Třinec              | Zdroj |
| 9. týden  | Martin Straka   | HC Plzeň 1929                  | Zdroj |
| 10. týden | Jan Káňa        | HC Vítkovice Steel             | Zdroj |
| 11. týden | Marek Kvapil    | HC Kometa Brno                 | Zdroj |
| 12. týden | Martin Ručinský | HC BENZINA Litvínov            | Zdroj |
| 13. týden | Michal Poletín  | HC Slavia Praha                | Zdroj |
| 14. týden | Martin Bartek   | HC Eaton Pardubice             | Zdroj |
| 15. týden | Radek Duda      | HC Plzeň 1929                  | Zdroj |
| 16. týden | Petr Nedvěd     | Bílí Tygři Liberec             | Zdroj |
| 17. týden | Jakub Sedláček  | PSG Zlín                       | Zdroj |
| 18. týden | Lukáš Mensator  | HC Energie Karlovy Vary        | Zdroj |
| 19. týden | Tomáš Micka     | HC Slavia Praha                | Zdroj |
| 20. týden | Lukáš Klimek    | HC Vítkovice Steel             | Zdroj |

## Změny hlavních trenérů
| Klub                    | Odvolaný trenér  | Nastoupivší trenér | Datum změny       | Zdroj                                              |
| ----------------------- | ---------------- | ------------------ | ----------------- | -------------------------------------------------- |
| HC Sparta Praha         | Miloš Holaň      | Miloslav Hořava    | 26. října 2010    | zdroj Archivováno 30. 10. 2010 na Wayback Machine. |
| BK Mladá Boleslav       | Jan Tlačil       | Miloš Holaň        | 26. října 2010    | zdroj Archivováno 30. 10. 2010 na Wayback Machine. |
| HC Vagnerplast Kladno   | Otakar Vejvoda   | Petr Tatíček       | 4. listopadu 2010 | zdroj Archivováno 7. 11. 2010 na Wayback Machine.  |
| HC Kometa Brno          | Vladimír Jeřábek | Ladislav Lubina    | 5. ledna 2011     | zdroj Archivováno 8. 1. 2011 na Wayback Machine.   |
| HC BENZINA Litvínov     | Robert Reichel   | Vladimír Kýhos     | 22. ledna 2011    | zdroj Archivováno 25. 1. 2011 na Wayback Machine.  |
| HC Energie Karlovy Vary | Antonín Stavjaňa | Václav Baďouček    | 25. ledna 2011    | zdroj                                              |
| BK Mladá Boleslav       | Miloš Holaň      | Vladimír Jeřábek   | 21. března 2011   | zdroj                                              |

## Stadiony
| Klub                           | Stadion                    | Kapacita |
| ------------------------------ | -------------------------- | -------- |
| HC Slavia Praha                | O2 arena                   | 17 500   |
| HC Sparta Praha                | Tesla Arena                | 12 950   |
| HC Eaton Pardubice             | ČEZ Arena                  | 10 194   |
| HC Vítkovice Steel             | ČEZ Aréna                  | 9 568    |
| HC Vagnerplast Kladno          | Městský zimní stadion      | 8 600    |
| HC Plzeň 1929                  | ČEZ Aréna                  | 8 470    |
| Bílí Tygři Liberec             | Tipsport Arena             | 7 500    |
| HC Kometa Brno                 | Hala Rondo                 | 7 200    |
| PSG Zlín                       | Zimní stadion Luďka Čajky  | 7 000    |
| HC BENZINA Litvínov            | Zimní stadion Ivana Hlinky | 7 000    |
| HC Mountfield České Budějovice | Budvar aréna               | 6 421    |
| HC Energie Karlovy Vary        | KV Arena                   | 6 024    |
| HC Oceláři Třinec              | Werk Arena                 | 5 200    |
| BK Mladá Boleslav              | ŠKO-ENERGO Aréna           | 4 100    |

## Konečná tabulka základní části
| Poř. | Tým                            | Z  | V  | VP | PP | P  | VG  | OG  | B  |
| ---- | ------------------------------ | -- | -- | -- | -- | -- | --- | --- | -- |
| 1.   | HC Oceláři Třinec (C)          | 52 | 26 | 5  | 8  | 13 | 178 | 136 | 96 |
| 2.   | Bílí Tygři Liberec             | 52 | 26 | 5  | 6  | 15 | 159 | 139 | 94 |
| 3.   | HC Vítkovice Steel             | 52 | 26 | 6  | 2  | 18 | 162 | 137 | 92 |
| 4.   | PSG Zlín                       | 52 | 22 | 7  | 8  | 15 | 158 | 134 | 88 |
| 5.   | HC Eaton Pardubice             | 52 | 24 | 3  | 10 | 15 | 146 | 125 | 88 |
| 6.   | HC Mountfield České Budějovice | 52 | 23 | 6  | 4  | 19 | 158 | 131 | 85 |
| 7.   | HC Slavia Praha                | 52 | 21 | 9  | 3  | 19 | 140 | 131 | 84 |
| 8.   | HC BENZINA Litvínov            | 52 | 23 | 2  | 4  | 23 | 133 | 162 | 77 |
| 9.   | HC Plzeň 1929                  | 52 | 27 | 6  | 3  | 16 | 153 | 145 | 77 |
| 10.  | HC Energie Karlovy Vary        | 52 | 15 | 7  | 12 | 18 | 152 | 154 | 71 |
| 11.  | HC Kometa Brno                 | 52 | 19 | 5  | 1  | 27 | 130 | 146 | 68 |
| 12.  | HC Sparta Praha                | 52 | 14 | 6  | 3  | 29 | 115 | 142 | 57 |
| 13.  | HC Vagnerplast Kladno          | 52 | 10 | 3  | 5  | 34 | 105 | 172 | 35 |
| 14.  | BK Mladá Boleslav              | 52 | 14 | 4  | 5  | 29 | 123 | 158 | 33 |

Poznámky:
- (C) = držitel mistrovského titulu, (N) = nováček (minulou sezónu hrál nižší soutěž a postoupil)

## Předkolo

### HC BENZINA Litvínov(8.) –HC Plzeň 1929(9.)
1. utkání
| 23. února 2011 | HC BENZINA Litvínov | 4 - 2           | HC Plzeň 1929 | Zimní stadion Ivana Hlinky |
|                | HC BENZINA Litvínov | (2:0, 1:1, 1:1) | HC Plzeň 1929 |                            |

|  |                                                                             | Souhrn zápasu Report |                                        |  |
|  | --------------------------------------------------------------------------- | -------------------- | -------------------------------------- |  |
|  | 00:28 Jakub Černý 11:37 Matěj Stříteský 39:16 Ivan Švarný 54:25 Jakub Černý |                      | 37:16 Pavel Vostřák 41:15 Tomáš Vlasák |  |

2. utkání
| 24. února 2011 | HC BENZINA Litvínov | 5 - 2           | HC Plzeň 1929 | Zimní stadion Ivana Hlinky |
|                | HC BENZINA Litvínov | (3:1, 0:1, 2:0) | HC Plzeň 1929 |                            |

|  | | Souhrn zápasu Report |                                              |  |
|  | --- | -------------------- | -------------------------------------------- |  |
|  | 09:26 Roman Vopat 13:46 František Lukeš 18:54 František Lukeš 40:58 Martin Heinisch 59:30 Karel Kubát |                      | 10:22 Martin Straka 27:13 Nicolas St. Pierre |  |

3. utkání
| 26. února 2011 | HC Plzeň 1929 | 4 - 0           | HC BENZINA Litvínov | Home Monitoring Aréna |
|                | HC Plzeň 1929 | (3:0, 1:0, 0:0) | HC BENZINA Litvínov |                       |

|  |                                                                                | Souhrn zápasu Report |  |  |
|  | ------------------------------------------------------------------------------ | -------------------- |  |  |
|  | 03:27 Pavel Vostřák 13:31 Pavel Vostřák 14:08 Jan Stránský 24:00 Martin Straka |                      |  |  |

4. utkání
| 27. února 2011 | HC Plzeň 1929 | 3 - 4 PP              | HC BENZINA Litvínov | Home Monitoring Aréna |
|                | HC Plzeň 1929 | (1:0, 0:3, 2:0 - 0:1) | HC BENZINA Litvínov |                       |

|  |                                                            | Souhrn zápasu Report |                                                                               |  |
|  | ---------------------------------------------------------- | -------------------- | ----------------------------------------------------------------------------- |  |
|  | 13:14 Pavel Vostřák 55:36 Martin Straka 57:28 Tomáš Vlasák |                      | 23:42 Roman Vopat 31:50 Ondřej Martinka 39:05 Karel Kubát 67:54 Richard Jareš |  |

Do čtvrtfinále postoupil tým HC BENZINA Litvínov, když zvítězil 3:1 na zápasy

### HC Slavia Praha(7.) –HC Energie Karlovy Vary(10.)
1. utkání
| 23. února 2011 | HC Slavia Praha | 4 - 3 SN        | HC Energie Karlovy Vary | O2 arena |
|                | HC Slavia Praha | (1:2, 0:1, 2:0) | HC Energie Karlovy Vary |          |

|  | | Souhrn zápasu Report |                                                         |  |
|  | --- | -------------------- | ------------------------------------------------------- |  |
|  | 19:29 Jiří Vašíček 41:23 Petr Jelínek 50:41 Jakub Krejčík rozhodující samostatný nájezd proměnil Tomáš Svoboda |                      | 05:11 Tomáš Klíma 17:44 Petr Kumstát 33:09 Petr Kumstát |  |

2. utkání
| 24. února 2011 | HC Slavia Praha | 3 - 1           | HC Energie Karlovy Vary | O2 arena |
|                | HC Slavia Praha | (0:0, 2:0, 1:1) | HC Energie Karlovy Vary |          |

|  |                                                            | Souhrn zápasu Report |                        |  |
|  | ---------------------------------------------------------- | -------------------- | ---------------------- |  |
|  | 20:32 Petr Jelínek 38:09 Jiří Doležal 55:49 Dmitrij Jaškin |                      | 51:59 Marek Melenovský |  |

3. utkání
| 26. února 2011 | HC Energie Karlovy Vary | 4 - 3 PP              | HC Slavia Praha | KV Arena |
|                | HC Energie Karlovy Vary | (2:1, 0:1, 1:1 - 1:0) | HC Slavia Praha |          |

|  |                                                                         | Souhrn zápasu Report |                                                            |  |
|  | ----------------------------------------------------------------------- | -------------------- | ---------------------------------------------------------- |  |
|  | 01:31 Petr Sailer 02:25 Tomáš Klíma 57:41 Lukáš Pech 63:32 Petr Kumstát |                      | 04:16 Petr Kadlec 21:23 Jakub Krejčík 42:15 Dmitrij Jaškin |  |

4. utkání
| 27. února 2011 | HC Energie Karlovy Vary | 7 - 0           | HC Slavia Praha | KV Arena |
|                | HC Energie Karlovy Vary | (5:0, 1:0, 1:0) | HC Slavia Praha |          |

|  | | Souhrn zápasu Report |  |  |
|  | --- | -------------------- |  |  |
|  | 02:05 Tomáš Klíma 06:21 František Skladaný 10:42 František Skladaný 11:02 Tomáš Klíma 15:44 Václav Skuhravý 30:01 Martin Zaťovič 47:56 David Nosek |                      |  |  |

5. utkání
| 1. března 2011 | HC Slavia Praha | 3 - 1           | HC Energie Karlovy Vary |  |
|                | HC Slavia Praha | (0:0, 2:0, 1:1) | HC Energie Karlovy Vary |  |

|  |                                                           | Souhrn zápasu Report |                       |  |
|  | --------------------------------------------------------- | -------------------- | --------------------- |  |
|  | 26:54 Tomáš Žižka 37:09 Tomáš Žižka 56:51 Lukáš Krenželok |                      | 58:47 Václav Skuhravý |  |

Do čtvrtfinále postoupil tým HC Slavia Praha, když zvítězil 3:2 na zápasy

## Čtvrtfinále

### HC Oceláři Třinec(1.) –HC BENZINA Litvínov(8.)
1. utkání
| 5. března 2011 | HC Oceláři Třinec | 6 - 0           | HC BENZINA Litvínov | Werk Arena |
|                | HC Oceláři Třinec | (3:0, 2:0, 1:0) | HC BENZINA Litvínov |            |

|  | | Souhrn zápasu Report |  |  |
|  | --- | -------------------- |  |  |
|  | 05:25 Vojtěch Polák 11:12 Radek Bonk 17:49 Jan Peterek 25:37 David Květoň 26:20 Martin Růžička 44:43 Stanislav Hudec |                      |  |  |

2. utkání
| 6. března 2011 | HC Oceláři Třinec | 3 - 2           | HC BENZINA Litvínov | Werk Arena |
|                | HC Oceláři Třinec | (1:2, 2:0, 0:0) | HC BENZINA Litvínov |            |

|  |                                                        | Souhrn zápasu Report |                                    |  |
|  | ------------------------------------------------------ | -------------------- | ---------------------------------- |  |
|  | 08:28 Radek Bonk 20:49 Martin Růžička 28:44 Radek Bonk |                      | 02:51 Jiří Gula 05:01 Peter Jánský |  |

3. utkání
| 9. března 2011 | HC BENZINA Litvínov | 5 - 3           | HC Oceláři Třinec | Zimní stadion Ivana Hlinky |
|                | HC BENZINA Litvínov | (1:0, 2:3, 2:0) | HC Oceláři Třinec |                            |

|  | | Souhrn zápasu Report |                                                            |  |
|  | --- | -------------------- | ---------------------------------------------------------- |  |
|  | 08:44 Viktor Hübl 30:23 František Lukeš 35:31 Martin Jenáček 49:49 Michal Trávníček 59:41 František Lukeš |                      | 29:46 Stanislav Hudec 30:48 Lukáš Zíb 39:28 Martin Růžička |  |

4. utkání
| 10. března 2011 | HC BENZINA Litvínov | 4 - 2           | HC Oceláři Třinec | Zimní stadion Ivana Hlinky |
|                 | HC BENZINA Litvínov | (1:1, 2:1, 1:0) | HC Oceláři Třinec |                            |

|  |                                                                             | Souhrn zápasu Report |                                          |  |
|  | --------------------------------------------------------------------------- | -------------------- | ---------------------------------------- |  |
|  | 14:13 Viktor Hübl 31:59 Peter Jánský 34:40 Juraj Majdan 52:31 Richard Jareš |                      | 07:48 Vojtěch Polák 39:45 Martin Růžička |  |

5. utkání
| 12. března 2011 | HC Oceláři Třinec | 6 - 1           | HC BENZINA Litvínov | Werk Arena |
|                 | HC Oceláři Třinec | (2:0, 2:0, 2:1) | HC BENZINA Litvínov |            |

|  | | Souhrn zápasu Report |                    |  |
|  | --- | -------------------- | ------------------ |  |
|  | 11:58 Martin Lojek 14:38 Ladislav Kohn 24:12 David Květoň 38:13 Václav Varaďa 40:16 Martin Růžička 42:44 Jiří Polanský |                      | 58:40 Peter Jánský |  |

6. utkání
| 14. března 2011 | HC BENZINA Litvínov | 1 - 4           | HC Oceláři Třinec | Zimní stadion Ivana Hlinky |
|                 | HC BENZINA Litvínov | (1:0, 0:2, 0:2) | HC Oceláři Třinec |                            |

|  |                       | Souhrn zápasu Report | |  |
|  | --------------------- | -------------------- | --------------------------------------------------------------------------------------------------- |  |
|  | 01:21 Matěj Stříteský |                      | 27:09 Martin Adamský 39:18 Vojtěch Polák 44:20 Jan Peterek 250 gól v extralize 57:48 Martin Růžička |  |

Do semifinále postoupil tým HC Oceláři Třinec, když zvítězil 4:2 na zápasy.

### Bílí Tygři Liberec(2.) –HC Slavia Praha(7.)
1. utkání
| 5. března 2011 | Bílí Tygři Liberec | 4 - 5           | HC Slavia Praha | Tipsport Arena |
|                | Bílí Tygři Liberec | (2:1, 2:2, 0:2) | HC Slavia Praha |                |

|  |                                                                                   | Souhrn zápasu Report | |  |
|  | --------------------------------------------------------------------------------- | -------------------- | --- |  |
|  | 11:24 Miloslav Hořava 16:55 Tomáš Klimenta 29:56 Milan Bartovič 37:59 Petr Nedvěd |                      | 10:04 Miroslav Třetina 21:08 Jakub Sklenář 38:19 Michal Vondrka 52:01 Tomáš Svoboda 56:25 Lukáš Endál |  |

2. utkání
| 6. března 2011 | Bílí Tygři Liberec | 5 - 1           | HC Slavia Praha | Tipsport Arena |
|                | Bílí Tygři Liberec | (2:0, 1:0, 2:1) | HC Slavia Praha |                |

|  |                                                                                         | Souhrn zápasu Report |                      |  |
|  | --------------------------------------------------------------------------------------- | -------------------- | -------------------- |  |
|  | 07:16 Tomáš Vak 18:35 Miloslav Hořava 25:57 Tomáš Vak 45:16 Petr Nedvěd 50:01 Jan Víšek |                      | 49:44 Tomáš Pospíšil |  |

3. utkání
| 9. března 2011 | HC Slavia Praha | 5 - 2           | Bílí Tygři Liberec | O2 arena |
|                | HC Slavia Praha | (2:0, 1:2, 2:0) | Bílí Tygři Liberec |          |

|  | | Souhrn zápasu Report |                                            |  |
|  | --- | -------------------- | ------------------------------------------ |  |
|  | 04:13 Lukáš Krenželok 19:56 Tomáš Svoboda 38:21 Tomáš Pospíšil 54:58 Lukáš Krenželok 57:16 Miloslav Čermák |                      | 28:06 Lukáš Vantuch 34:00 Marek Trončinský |  |

4. utkání
| 10. března 2011 | HC Slavia Praha | 4 - 3           | Bílí Tygři Liberec | O2 arena |
|                 | HC Slavia Praha | (3:1, 1:0, 0:2) | Bílí Tygři Liberec |          |

|  |                                                                               | Souhrn zápasu Report |                                                       |  |
|  | ----------------------------------------------------------------------------- | -------------------- | ----------------------------------------------------- |  |
|  | 06:53 Tomáš Svoboda 13:05 Jiří Vašíček 17:44 Michal Vondrka 36:35 Tomáš Micka |                      | 04:47 David Štich 50:55 Petr Nedvěd 59:58 David Štich |  |

5. utkání
| 12. března 2011 | Bílí Tygři Liberec | 2 - 0           | HC Slavia Praha | Tipsport Arena |
|                 | Bílí Tygři Liberec | (0:0, 1:0, 1:0) | HC Slavia Praha |                |

|  |                                   | Souhrn zápasu Report |  |  |
|  | --------------------------------- | -------------------- |  |  |
|  | 34:31 Tomáš Vak 56:36 Petr Nedvěd |                      |  |  |

6. utkání
| 14. března 2011 | HC Slavia Praha | 2 - 3 SN        | Bílí Tygři Liberec | O2 arena |
|                 | HC Slavia Praha | (1:2, 0:0, 1:0) | Bílí Tygři Liberec |          |

|  |                                         | Souhrn zápasu Report |                                                                                           |  |
|  | --------------------------------------- | -------------------- | ----------------------------------------------------------------------------------------- |  |
|  | 02:41 Jakub Sklenář 45:25 Jakub Sklenář |                      | 08:58 Petr Nedvěd 14:54 Milan Bartovič Petr Nedvěd Proměnil rozhodující samostatný nájezd |  |

7. utkání
| 16. března 2011 | Bílí Tygři Liberec | 3 - 4 PP              | HC Slavia Praha | Tipsport Arena |
|                 | Bílí Tygři Liberec | (1:0, 1:0, 1:3 - 0:1) | HC Slavia Praha |                |

|  |                                                           | Souhrn zápasu Report |                                                                                              |  |
|  | --------------------------------------------------------- | -------------------- | -------------------------------------------------------------------------------------------- |  |
|  | 17:35 Tomáš Urban 25:36 Petr Nedvěd 44:16 Jaroslav Kudrna |                      | 41:41 Tomáš Pospíšil 55:35 Jakub Sklenář 58:54 Tomáš Svoboda prodloužení 73:05 Tomáš Svoboda |  |

Do semifinále postoupil tým HC Slavia Praha, když zvítězil 4:3 na zápasy.

### HC Vítkovice Steel(3.) –HC Mountfield České Budějovice(6.)
1. utkání
| 3. března 2011 | HC Mountfield České Budějovice | 1 - 3           | HC Vítkovice Steel | Budvar aréna |
|                | HC Mountfield České Budějovice | (0:0, 0:2, 1:1) | HC Vítkovice Steel |              |

|  |                      | Souhrn zápasu Report |                                                    |  |
|  | -------------------- | -------------------- | -------------------------------------------------- |  |
|  | 48:08 Pavel Kašpařík |                      | 22:50 Viktor Ujčík 36:15 Petr Pohl 59:14 Petr Pohl |  |

2. utkání
| 4. března 2011 | HC Mountfield České Budějovice | 5 - 0           | HC Vítkovice Steel | Budvar aréna |
|                | HC Mountfield České Budějovice | (0:0, 2:0, 3:0) | HC Vítkovice Steel |              |

|  | | Souhrn zápasu Report |  |  |
|  | -------------------------------------------------------------------------------------------------- | -------------------- |  |  |
|  | 27:25 JIří Šimánek 28:41 František Ptáček 47:53 Rudolf Červený 49:37 Jakub Šulc 50:03 Roman Pšurný |                      |  |  |

3. utkání
| 7. března 2011 | HC Vítkovice Steel | 3 - 0           | HC Mountfield České Budějovice | ČEZ Aréna |
|                | HC Vítkovice Steel | (0:0, 1:0, 2:0) | HC Mountfield České Budějovice |           |

|  |                                                         | Souhrn zápasu Report |  |  |
|  | ------------------------------------------------------- | -------------------- |  |  |
|  | 38:22 Viktor Ujčík 43:58 Petr Vrána 48:19 Peter Húževka |                      |  |  |

4. utkání
| 8. března 2011 | HC Vítkovice Steel | 1 - 3           | HC Mountfield České Budějovice | ČEZ Aréna |
|                | HC Vítkovice Steel | (0:1, 0:1, 1:1) | HC Mountfield České Budějovice |           |

|  |                    | Souhrn zápasu Report |                                                                  |  |
|  | ------------------ | -------------------- | ---------------------------------------------------------------- |  |
|  | 50:49 Lukáš Klimek |                      | 01:23 Michael Kolarz 24:54 František Ptáček 59:02 Pavel Kašpařík |  |

5. utkání
| 11. března 2011 | HC Vítkovice Steel | 3 - 2 SN              | HC Mountfield České Budějovice | ČEZ Aréna |
|                 | HC Vítkovice Steel | (0:1, 2:1, 0:0 - 0:0) | HC Mountfield České Budějovice |           |

|  |                                                                                      | Souhrn zápasu Report |                                             |  |
|  | ------------------------------------------------------------------------------------ | -------------------- | ------------------------------------------- |  |
|  | 28:19 Jiří Burger 38:14 Jan Káňa Rozhodující samostatný nájezd proměnil Viktor Ujčík |                      | 17:35 Pavel Kašpařík 37:50 František Ptáček |  |

6. utkání
| 13. března 2011 | HC Mountfield České Budějovice | 0 - 2           | HC Vítkovice Steel | Budvar aréna |
|                 | HC Mountfield České Budějovice | (0:2, 0:0, 0:0) | HC Vítkovice Steel |              |

|  |  | Souhrn zápasu Report |                                         |  |
|  |  | -------------------- | --------------------------------------- |  |
|  |  |                      | 12:13 Lubomír Vosátko 19:33 Marek Malík |  |

Do semifinále postoupil tým HC Vítkovice Steel, když zvítězil 4:2 na zápasy.

### PSG Zlín(4.) –HC Eaton Pardubice(5.)
1. utkání
| 3. března 2011 | PSG Zlín | 3 - 4 PP             | HC Eaton Pardubice | Zimní stadion Luďka Čajky |
|                | PSG Zlín | (0:1, 3:2, 0:0, 0:1) | HC Eaton Pardubice |                           |

|  |                                                               | Souhrn zápasu Report |                                                                                 |  |
|  | ------------------------------------------------------------- | -------------------- | ------------------------------------------------------------------------------- |  |
|  | 23:32 Lukáš Galvas 25:17 Jaroslav Balaštík 27:20 Lukáš Galvas |                      | 02:30 Daniel Rákos 20:49 Radovan Somík 29:27 Jakub Nakládal 67:17 Martin Bartek |  |

2. utkání
| 4. března 2011 | PSG Zlín | 2 - 4           | HC Eaton Pardubice | Zimní stadion Luďka Čajky |
|                | PSG Zlín | (1:2, 1:1, 1:1) | HC Eaton Pardubice |                           |

|  |                                              | Souhrn zápasu Report |                                                                       |  |
|  | -------------------------------------------- | -------------------- | --------------------------------------------------------------------- |  |
|  | 18:42 Lukáš Finsterle 51:11 Dalibor Řezníček |                      | 02:13 Jan Starý 09:18 Martin Bartek 31:19 Petr Koukal 59:38 Jan Starý |  |

3. utkání
| 7. března 2011 | HC Eaton Pardubice | 2 - 1 SN                   | PSG Zlín | ČEZ Arena |
|                | HC Eaton Pardubice | (1:0, 0:1, 0:0, 0:0 - 1:0) | PSG Zlín |           |

|  |                                                       | Souhrn zápasu Report |                    |  |
|  | ----------------------------------------------------- | -------------------- | ------------------ |  |
|  | 05:37 Jan Starý rozhodující SN proměnil Martin Bartek |                      | 38:07 Michal Důras |  |

4. utkání
| 8. března 2011 | HC Eaton Pardubice | 6 - 2           | PSG Zlín | ČEZ Arena |
|                | HC Eaton Pardubice | (1:1, 2:1, 3:0) | PSG Zlín |           |

|  | | Souhrn zápasu Report |                                               |  |
|  | --- | -------------------- | --------------------------------------------- |  |
|  | 19:32 Jan Kolář 20:28 Petr Koukal 34:32 Radovan Somík 54:29 Petr Koukal 56:32 Jeff Jillson 58:53 Daniel Rákos |                      | 15:14 Lukáš Finsterle 26:30 Jaroslav Balaštík |  |

Do semifinále postoupil tým HC Eaton Pardubice, když zvítězil 4:0 na zápasy.

## Semifinále

### HC Oceláři Třinec(1.) –HC Slavia Praha(7.)
1. utkání
| 21. března 2011 | HC Oceláři Třinec | 5 - 3           | HC Slavia Praha | Werk Arena |
|                 | HC Oceláři Třinec | (2:0, 2:0, 1:3) | HC Slavia Praha |            |

|  | | Souhrn zápasu Report |                                                           |  |
|  | -------------------------------------------------------------------------------------------------- | -------------------- | --------------------------------------------------------- |  |
|  | 04:00 Radek Bonk 07:02 Lukáš Krajíček 33:08 Martin Adamský 39:56 Martin Růžička 58:21 David Květoň |                      | 44:46 Jiří Vašíček 48:02 Tomáš Pospíšil 51:23 Tomáš Micka |  |

2. utkání
| 22. března 2011 | HC Oceláři Třinec | 2 - 3 SN        | HC Slavia Praha | Werk Arena |
|                 | HC Oceláři Třinec | (0:1, 1:0, 1:1) | HC Slavia Praha |            |

|  |                                        | Souhrn zápasu Report |                                                                                      |  |
|  | -------------------------------------- | -------------------- | ------------------------------------------------------------------------------------ |  |
|  | 20:30 Ladislav Kohn 59:35 Josef Hrabal |                      | 00:44 Tomáš Pospíšil 48:12 Jiří Doležal Tomáš Pospíšil rozhodující samostatný nájezd |  |

3. utkání
| 25. března 2011 | HC Slavia Praha | 4 - 3 PP              | HC Oceláři Třinec | O2 arena |
|                 | HC Slavia Praha | (1:0, 1:2, 1:1 - 1:0) | HC Oceláři Třinec |          |

|  |                                                                               | Souhrn zápasu Report |                                                              |  |
|  | ----------------------------------------------------------------------------- | -------------------- | ------------------------------------------------------------ |  |
|  | 07:22 Vladimír Roth 38:01 Jiří Vašíček 54:46 Marek Tomica 61:49 Vladimír Roth |                      | 32:20 David Květoň 35:37 Martin Růžička 51:59 Martin Růžička |  |

4. utkání
| 26. března 2011 | HC Slavia Praha | 4 - 0           | HC Oceláři Třinec | O2 arena |
|                 | HC Slavia Praha | (1:0, 1:0, 2:0) | HC Oceláři Třinec |          |

|  |                                                                                 | Souhrn zápasu Report |  |  |
|  | ------------------------------------------------------------------------------- | -------------------- |  |  |
|  | 18:11 Michal Poletín 29:26 Michal Vondrka 55:29 Tomáš Svoboda 59:46 Lukáš Endál |                      |  |  |

5. utkání
| 28. března 2011 | HC Oceláři Třinec | 6 - 1           | HC Slavia Praha | Werk Arena |
|                 | HC Oceláři Třinec | (1:0, 4:0, 1:1) | HC Slavia Praha |            |

|  | | Souhrn zápasu Report |                   |  |
|  | --- | -------------------- | ----------------- |  |
|  | 05:24 Martin Růžička 26:00 Martin Růžička 27:13 Martin Růžička 30:28 David Květoň 32:28 Martin Růžička 43:54 Martin Koudelka |                      | 56:52 Lukáš Endál |  |

6. utkání
| 30. března 2011 | HC Slavia Praha | 3 - 5           | HC Oceláři Třinec | O2 arena |
|                 | HC Slavia Praha | (2:1, 1:3, 0:1) | HC Oceláři Třinec |          |

|  |                                                             | Souhrn zápasu Report |                                                                                                   |  |
|  | ----------------------------------------------------------- | -------------------- | ------------------------------------------------------------------------------------------------- |  |
|  | 01:18 Pavel Kolařík 09:58 Tomáš Svoboda 27:34 Tomáš Svoboda |                      | 04:25 Erik Hrňa 28:50 Lukáš Krajíček 37:15 Josef Hrabal 38:38 Martin Růžička 59:44 Martin Adamský |  |

7. utkání
| 1. dubna 2011 | HC Oceláři Třinec | 5 - 2           | HC Slavia Praha | Werk Arena |
|               | HC Oceláři Třinec | (1:0, 3:0, 1:2) | HC Slavia Praha |            |

|  |                                                                                             | Souhrn zápasu Report |                                        |  |
|  | ------------------------------------------------------------------------------------------- | -------------------- | -------------------------------------- |  |
|  | 00:47 David Květoň 26:55 Lukáš Zíb 27:35 Lukáš Krajíček 30:08 Lukáš Zíb 50:45 Ladislav Kohn |                      | 42:50 Michal Vondrka 53:27 Lukáš Endál |  |

Do finále postoupil tým HC Oceláři Třinec, když zvítězil 4:3 na zápasy.

### HC Vítkovice Steel(3.) –HC Eaton Pardubice(5.)
1. utkání
| 19. března 2011 | HC Vítkovice Steel | 4 - 0           | HC Eaton Pardubice | ČEZ Aréna |
|                 | HC Vítkovice Steel | (1:0, 1:0, 2:0) | HC Eaton Pardubice |           |

|  |                                                                       | Souhrn zápasu Report |  |  |
|  | --------------------------------------------------------------------- | -------------------- |  |  |
|  | 19:44Jiří Burger 27:32 Rudolf Huna 45:37 Petr Vrána 56:01 Jiří Burger |                      |  |  |

2. utkání
| 20. března 2011 | HC Vítkovice Steel | 2 - 3           | HC Eaton Pardubice | ČEZ Aréna |
|                 | HC Vítkovice Steel | (0:1, 1:1, 1:1) | HC Eaton Pardubice |           |

|  |                                       | Souhrn zápasu Report |                                                   |  |
|  | ------------------------------------- | -------------------- | ------------------------------------------------- |  |
|  | 27:10 Viktor Ujčík 59:33 Viktor Ujčík |                      | 19:31 Petr Koukal 21:15 Aleš Píša 49:20 Jan Starý |  |

3. utkání
| 23. března 2011 | HC Eaton Pardubice | 0 - 3           | HC Vítkovice Steel | ČEZ Arena |
|                 | HC Eaton Pardubice | (0:0, 0:3, 0:0) | HC Vítkovice Steel |           |

|  |  | Souhrn zápasu Report |                                                       |  |
|  |  | -------------------- | ----------------------------------------------------- |  |
|  |  |                      | 21:06 Rudolf Huna 37:39 Petr Vrána 38:38 Viktor Ujčík |  |

4. utkání
| 24. března 2011 | HC Eaton Pardubice | 2 - 3 PP              | HC Vítkovice Steel | ČEZ Arena |
|                 | HC Eaton Pardubice | (0:0, 2:1, 0:1 - 0:1) | HC Vítkovice Steel |           |

|  |                                     | Souhrn zápasu Report |                                                      |  |
|  | ----------------------------------- | -------------------- | ---------------------------------------------------- |  |
|  | 34:11 Tomáš Zohorna 39:04 Jan Starý |                      | 36:34 Jakub Bartoň 57:13 Petr Vrána 65:48 Petr Vrána |  |

5. utkání
| 27. března 2011 | HC Vítkovice Steel | 3 - 2 SN                    | HC Eaton Pardubice | ČEZ Aréna |
|                 | HC Vítkovice Steel | (2:0, 0:0, 0:2 - 0:0 - 1:0) | HC Eaton Pardubice |           |

|  |                                                                               | Souhrn zápasu Report |                                   |  |
|  | ----------------------------------------------------------------------------- | -------------------- | --------------------------------- |  |
|  | 11:21 Petr Vrána 12:06 Viktor Ujčík rozhodující samostatný nájezd Jiří Burger |                      | 47:41 Petr Koukal 48:26 Aleš Píša |  |

Do finále postoupil tým HC Vítkovice Steel, když zvítězil 4:1 na zápasy.

## Finále

### HC Oceláři Třinec(1.) –HC Vítkovice Steel(3.)
1. utkání Před začátkem prvního utkání zazpívala zpěvačka Ewa Farna českou státní hymnu.
| 4. dubna 2011 | HC Oceláři Třinec | 5 - 2           | HC Vítkovice Steel | Werk Arena |
|               | HC Oceláři Třinec | (1:0, 2:1, 2:1) | HC Vítkovice Steel |            |

|  |                                                                                              | Souhrn zápasu Report |                                    |  |
|  | -------------------------------------------------------------------------------------------- | -------------------- | ---------------------------------- |  |
|  | 11:49 Martin Růžička 21:10 Lukáš Zíb 23:11 Martin Adamský 44:30 Jan Peterek 47:06 Radek Bonk |                      | 35:04 Petr Vrána 45:38 Jiří Burger |  |

2. utkání Před začátkem druhého utkání zazpívala zpěvačka Ewa Farna českou státní hymnu.
| 5. dubna 2011 | HC Oceláři Třinec | 2 - 0           | HC Vítkovice Steel | Werk Arena |
|               | HC Oceláři Třinec | (0:0, 0:0, 2:0) | HC Vítkovice Steel |            |

|  |                                          | Souhrn zápasu Report |  |  |
|  | ---------------------------------------- | -------------------- |  |  |
|  | 58:59 Václav Varaďa 59:20 Martin Adamský |                      |  |  |

3. utkání
| 8. dubna 2011 | HC Vítkovice Steel | 1 - 4           | HC Oceláři Třinec | ČEZ Aréna |
|               | HC Vítkovice Steel | (1:1, 0:2, 0:1) | HC Oceláři Třinec |           |

|  |                  | Souhrn zápasu Report |                                                                                 |  |
|  | ---------------- | -------------------- | ------------------------------------------------------------------------------- |  |
|  | 10:24 Petr Vrána |                      | 17:05 Martin Růžička 25:57 Jiří Polanský 36:31 Martin Adamský 53:49 Jan Peterek |  |

4. utkání
| 9. dubna 2011 | HC Vítkovice Steel | 5 - 4 SN        | HC Oceláři Třinec | ČEZ Aréna |
|               | HC Vítkovice Steel | (2:2, 1:0, 1:2) | HC Oceláři Třinec |           |

|  | | Souhrn zápasu Report |                                                                         |  |
|  | --- | -------------------- | ----------------------------------------------------------------------- |  |
|  | 06:18 Juraj Sýkora 18:45 Petr Vrána 34:39 Peter Húževka 59:30 Lukáš Klimek ruzhodující samostatný nájezd proměnil Ondřej Šedivý |                      | 04:25 Radek Bonk 11:43 Lukáš Zíb 50:28 Martin Lojek 52:07 Ladislav Kohn |  |

5. utkání
| 12. dubna 2011 | HC Oceláři Třinec | 5 - 1           | HC Vítkovice Steel | Werk Arena |
|                | HC Oceláři Třinec | (2:1, 2:0, 1:0) | HC Vítkovice Steel |            |

|  |                                                                                              | Souhrn zápasu Report |                      |  |
|  | -------------------------------------------------------------------------------------------- | -------------------- | -------------------- |  |
|  | 01:39 Martin Růžička 18:13 David Květoň 26:43 Josef Hrabal 37:31 Erik Hrňa 51:16 Jan Peterek |                      | 02:12 Ctirad Ovčačík |  |

Mistrovský titul získal tým HC Oceláři Třinec, když zvítězil 4:1 na zápasy.

## Pavouk play off
|  | Čtvrtfinále                    | Čtvrtfinále        |                    |   | Semifinále | Semifinále |  |  | Finále | Finále |
|  |                                |                    |                    |   |            |            |  |  |        |        |
|  |                                |                    |                    |   |            |            |  |  |        |        |
|  | HC Oceláři Třinec              | 4                  |                    |   |            |            |  |  |        |        |
|  | HC Oceláři Třinec              | 4                  |                    |   |            |            |  |  |        |        |
|  | HC BENZINA Litvínov            | 2                  |                    |   |            |            |  |  |        |        |
|  | HC BENZINA Litvínov            | 2                  | HC Oceláři Třinec  | 4 |            |            |  |  |        |        |
|  |                                |                    | HC Oceláři Třinec  | 4 |            |            |  |  |        |        |
|  |                                | HC Slavia Praha    | 3                  |   |            |            |  |  |        |        |
|  | Bílí Tygři Liberec             | HC Slavia Praha    | 3                  | 3 |            |            |  |  |        |        |
|  | Bílí Tygři Liberec             |                    |                    | 3 |            |            |  |  |        |        |
|  | HC Slavia Praha                | 4                  |                    |   |            |            |  |  |        |        |
|  | HC Slavia Praha                | 4                  | HC Oceláři Třinec  | 4 |            |            |  |  |        |        |
|  |                                |                    | HC Oceláři Třinec  | 4 |            |            |  |  |        |        |
|  |                                | HC Vítkovice Steel | 1                  |   |            |            |  |  |        |        |
|  | PSG Zlín                       | HC Vítkovice Steel | 1                  | 0 |            |            |  |  |        |        |
|  | PSG Zlín                       |                    |                    | 0 |            |            |  |  |        |        |
|  | HC Eaton Pardubice             | 4                  |                    |   |            |            |  |  |        |        |
|  | HC Eaton Pardubice             | 4                  | HC Vítkovice Steel | 4 |            |            |  |  |        |        |
|  |                                |                    | HC Vítkovice Steel | 4 |            |            |  |  |        |        |
|  |                                | HC Eaton Pardubice | 1                  |   |            |            |  |  |        |        |
|  | HC Vítkovice Steel             | HC Eaton Pardubice | 1                  | 4 |            |            |  |  |        |        |
|  | HC Vítkovice Steel             |                    |                    | 4 |            |            |  |  |        |        |
|  | HC Mountfield České Budějovice | 2                  |                    |   |            |            |  |  |        |        |
|  | HC Mountfield České Budějovice | 2                  |                    |   |            |            |  |  |        |        |

## Play-out (skupina o udržení)
- 25. února
  - HC Kometa Brno – BK Mladá Boleslav 5 : 1 (1:1, 2:0, 2:0)
  - HC Sparta Praha – HC Vagnerplast Kladno 4 : 3 PP (0:1, 1:2, 2:0 – 1:0)
- 27. února
  - BK Mladá Boleslav – HC Vagnerplast Kladno 4 : 2 (2:0, 2:2, 0:0)
  - HC Kometa Brno – HC Sparta Praha 4 : 1 (1:0, 1:0, 2:1)
- 4. března
  - HC Sparta Praha – BK Mladá Boleslav 2 : 0 (0:0, 0:0, 2:0)
  - HC Vagnerplast Kladno – HC Kometa Brno 3 : 2 (2:0, 0:1, 1:1)
- 6. března
  - BK Mladá Boleslav – HC Kometa Brno 5 : 2 (2:1, 2:0, 1:1)
  - HC Vagnerplast Kladno – HC Sparta Praha 5 : 0 (1:0, 1:0, 3:0)
- 11. března
  - HC Vagnerplast Kladno – BK Mladá Boleslav 4 : 3 (2:2, 0:1, 2:0)
  - HC Sparta Praha – HC Kometa Brno 4 : 0 (1:0, 1:0, 2:0)
- 13. března
  - BK Mladá Boleslav – HC Sparta Praha 4 : 2 (1:0, 3:0, 0:2)
  - HC Kometa Brno – HC Vagnerplast Kladno 3 : 0 (0:0, 1:0, 2:0)
- 18. března
  - HC Kometa Brno – BK Mladá Boleslav 3 : 2 (0:0, 1:2, 2:0)
  - HC Sparta Praha – HC Vagnerplast Kladno 1 : 4 (0:2, 0:1, 1:1)
- 20. března
  - BK Mladá Boleslav – HC Vagnerplast Kladno 1 : 2 (1:1, 0:0, 0:1)
  - HC Kometa Brno – HC Sparta Praha 3 : 2 (0:1, 1:1, 2:0)
- 25. března
  - HC Sparta Praha – BK Mladá Boleslav 2 : 1 (0:0, 2:0, 0:1)
  - HC Vagnerplast Kladno – HC Kometa Brno 7 : 0 (2:0, 3:0, 2:0)
- 27. března
  - BK Mladá Boleslav – HC Kometa Brno 3 : 2 (0:0, 2:1, 1:1)
  - HC Vagnerplast Kladno – HC Sparta Praha 4 : 3 (0:0, 3:1, 0:2, – 1:0)
- 31. března
  - HC Kometa Brno – HC Vagnerplast Kladno 5 : 4 (2:2, 1:1, 2:1)
  - BK Mladá Boleslav – HC Sparta Praha 3 : 1 (0:1, 1:0, 2:0)
- 1. dubna
  - HC Vagnerplast Kladno – BK Mladá Boleslav 9 : 2 (4:0, 2:0, 3:2)
  - HC Sparta Praha – HC Kometa Brno 2 : 4 (0:2, 1:1, 1:1)

### Tabulka
| Poř. | Tým                   | Z  | V  | VP | PP | P  | VG  | OG  | B  |
| ---- | --------------------- | -- | -- | -- | -- | -- | --- | --- | -- |
| 1.   | HC Kometa Brno        | 64 | 26 | 5  | 1  | 32 | 163 | 180 | 89 |
| 2.   | HC Sparta Praha       | 64 | 17 | 7  | 4  | 36 | 139 | 177 | 69 |
| 3.   | HC Vagnerplast Kladno | 64 | 17 | 4  | 6  | 37 | 152 | 200 | 59 |
| 4.   | BK Mladá Boleslav     | 64 | 19 | 4  | 5  | 36 | 152 | 194 | 48 |

## Baráž o extraligu
- V baráži uspěla BK Mladá Boleslav 4 : 3 na zápasy a udržela se tak v nejvyšší soutěži.

1. utkání
| 6. dubna 2011 | BK Mladá Boleslav | 0 : 4           | HC Slovan Ústečtí Lvi |  |
|               | BK Mladá Boleslav | (0:0, 0:3, 0:1) | HC Slovan Ústečtí Lvi |  |

|  |  | Souhrn zápasu Report |                                                                                   |  |
|  |  | -------------------- | --------------------------------------------------------------------------------- |  |
|  |  |                      | 25:40 Robin Hanzl 34:54 Kamil Černý 35:47 Zbyněk Sklenička 47:46 Lukáš Handlovský |  |

2. utkání
| 7. dubna 2011 | BK Mladá Boleslav | 3 : 2           | HC Slovan Ústečtí Lvi |  |
|               | BK Mladá Boleslav | (0:0, 2:1, 1:1) | HC Slovan Ústečtí Lvi |  |

|  |                                                             | Souhrn zápasu Report |                                       |  |
|  | ----------------------------------------------------------- | -------------------- | ------------------------------------- |  |
|  | 30:24 Petr Chaloupka 36:36 Daniel Boháč 45:10 Lukáš Pabiška |                      | 33:36 Jan Kovář 47:32 Jaroslav Roubík |  |

3. utkání
| 10. dubna 2011 | HC Slovan Ústečtí Lvi | 4 : 5 PP                | BK Mladá Boleslav |  |
|                | HC Slovan Ústečtí Lvi | (2:2, 2:1, 0:1, - 0:1 ) | BK Mladá Boleslav |  |

|  |                                                                                  | Souhrn zápasu Report | |  |
|  | -------------------------------------------------------------------------------- | -------------------- | -------------------------------------------------------------------------------------------------- |  |
|  | 00:56 Zbyněk Hampl Zbyněk 16:57 Richard Diviš 27:27 Lukáš Poživil 36:52 Jan Kloz |                      | 03:30 David Vrbata 18:14 Jiří Marušák 30:57 Radek Matějovský 58:56 Daniel Boháč 69:53 Daniel Boháč |  |

4. utkání
| 11. dubna 2011 | HC Slovan Ústečtí Lvi | 2 : 4           | BK Mladá Boleslav |  |
|                | HC Slovan Ústečtí Lvi | (1:0, 1:1, 0:3) | BK Mladá Boleslav |  |

|  |                                           | Souhrn zápasu Report |                                                                                 |  |
|  | ----------------------------------------- | -------------------- | ------------------------------------------------------------------------------- |  |
|  | 19:02 Jan Klobouček 36:35 Jaroslav Roubík |                      | 26:54 Tomáš Divíšek 47:23 Lukáš Pabiška 50:20 David Vrbata 59:49 Juraj Štefanka |  |

5. utkání
| 13. dubna 2011 | BK Mladá Boleslav | 1 : 4           | HC Slovan Ústečtí Lvi |  |
|                | BK Mladá Boleslav | (1:0, 0:3, 0:1) | HC Slovan Ústečtí Lvi |  |

|  |                     | Souhrn zápasu Report |                                                                                |  |
|  | ------------------- | -------------------- | ------------------------------------------------------------------------------ |  |
|  | 00:53 Lukáš Pabiška |                      | 25:50 Miloslav Gureň 33:00 Robin Hanzl 36:15 Jaroslav Roubík 58:26 Robin Hanzl |  |

6. utkání
| 15. dubna 2011 | HC Slovan Ústečtí Lvi | 3 : 2           | BK Mladá Boleslav |  |
|                | HC Slovan Ústečtí Lvi | (0:0, 2:1, 1:1) | BK Mladá Boleslav |  |

|  |                                                              | Souhrn zápasu Report |                                           |  |
|  | ------------------------------------------------------------ | -------------------- | ----------------------------------------- |  |
|  | 36:14 Jaroslav Roubík 38:59 Lukáš Handlovský 52:52 Jan Kovář |                      | 33:55 Zdeněk Bahenský 52:32 Lukáš Pabiška |  |

7. utkání
| 17. dubna 2011 | BK Mladá Boleslav | 4 : 1           | HC Slovan Ústečtí Lvi |  |
|                | BK Mladá Boleslav | (2:0, 0:0, 2:1) | HC Slovan Ústečtí Lvi |  |

|  |                                                                             | Souhrn zápasu Report |                 |  |
|  | --------------------------------------------------------------------------- | -------------------- | --------------- |  |
|  | 08:04 Darrell Hay 14:48 David Vrbata 42:30 Tomáš Divíšek 56:57 David Vrbata |                      | 45:37 Jan Alinč |  |

## Nejproduktivnější hráči základní části
Toto je konečné pořadí hráčů podle dosažených bodů. Za jeden vstřelený gól nebo přihrávku na gól hráč získal jeden bod.
| Poř. | Hráč           | Tým                 | Z  | G  | A  | B  | TM | +/- |
| ---- | -------------- | ------------------- | -- | -- | -- | -- | -- | --- |
| 1.   | Tomáš Vlasák   | HC Plzeň 1929       | 52 | 30 | 38 | 68 | 26 | 11  |
| 2.   | Martin Straka  | HC Plzeň 1929       | 51 | 17 | 44 | 61 | 12 | 7   |
| 3.   | Petr Nedvěd    | Bílí Tygři Liberec  | 45 | 14 | 41 | 55 | 74 | 15  |
| 4.   | Petr Leška     | PSG Zlín            | 52 | 20 | 32 | 52 | 20 | 18  |
| 5.   | Martin Růžička | HC Oceláři Třinec   | 51 | 24 | 26 | 50 | 40 | 13  |
| 6.   | Martin Bartek  | HC Eaton Pardubice  | 52 | 19 | 30 | 49 | 12 | 6   |
| 7.   | Jiří Burger    | HC Vítkovice Steel  | 52 | 15 | 34 | 49 | 40 | 14  |
| 8.   | Marek Kvapil   | HC Kometa Brno      | 49 | 12 | 34 | 46 | 12 | 2   |
| 9.   | Radim Hruška   | HC Kometa Brno      | 52 | 23 | 22 | 45 | 28 | 4   |
| 10.  | Viktor Hübl    | HC BENZINA Litvínov | 52 | 16 | 29 | 45 | 32 | -4  |

## Nejproduktivnější hráči play off
Toto je konečné pořadí hráčů podle dosažených bodů. Za jeden vstřelený gól nebo přihrávku na gól hráč získal jeden bod.
| Poř. | Hráč           | Tým                | Z  | G  | A  | B  | TM | +/- |
| ---- | -------------- | ------------------ | -- | -- | -- | -- | -- | --- |
| 1.   | Martin Růžička | HC Oceláři Třinec  | 18 | 17 | 16 | 33 | 8  | 8   |
| 2.   | David Květoň   | HC Oceláři Třinec  | 18 | 7  | 12 | 19 | 8  | -3  |
| 3.   | Tomáš Svoboda  | HC Slavia Praha    | 19 | 9  | 8  | 17 | 10 | 1   |
| 4.   | Ladislav Kohn  | HC Oceláři Třinec  | 18 | 4  | 11 | 15 | 39 | 7   |
| 5.   | Michal Vondrka | HC Slavia Praha    | 19 | 4  | 11 | 15 | 12 | 0   |
| 6.   | Radek Bonk     | HC Oceláři Třinec  | 19 | 6  | 7  | 13 | 24 | 4   |
| 7.   | Tomáš Pospíšil | HC Slavia Praha    | 18 | 6  | 7  | 13 | 14 | 2   |
| 8.   | Jiří Burger    | HC Vítkovice Steel | 18 | 5  | 7  | 12 | 22 | -5  |
| 9.   | Lukáš Zíb      | HC Oceláři Třinec  | 16 | 5  | 7  | 12 | 14 | 7   |
| 10.  | Josef Hrabal   | HC Oceláři Třinec  | 18 | 3  | 9  | 12 | 16 | 13  |

## Konečná tabulka
| Pořadí           | Tým                            |
| ---------------- | ------------------------------ |
| Zlatá medaile    | HC Oceláři Třinec              |
| Stříbrná medaile | HC Vítkovice Steel             |
| Bronzová medaile | HC Eaton Pardubice             |
| 4.               | HC Slavia Praha                |
| 5.               | Bílí Tygři Liberec             |
| 6.               | PSG Zlín                       |
| 7.               | HC Mountfield České Budějovice |
| 8.               | HC BENZINA Litvínov            |
| 9.               | HC Plzeň 1929                  |
| 10.              | HC Energie Karlovy Vary        |
| 11.              | HC Kometa Brno                 |
| 12.              | HC Sparta Praha                |
| 13.              | HC Vagnerplast Kladno          |
| 14.              | BK Mladá Boleslav              |

| Umístění         | Mužstvo            | Hráči |
| ---------------- | ------------------ | --- |
| Zlatá medaile    | HC Oceláři Třinec  | Brankáři: Peter Hamerlík, Martin Vojtek Obránci: Josef Hrabal, Stanislav Hudec, Lukáš Krajíček, Martin Lojek, Martin Richter, Daniel Seman, Lukáš Zíb Útočníci: Martin Adamský, Radek Bonk, Erik Hrňa, Ladislav Kohn, David Květoň, Bryan McGregor, Jakub Orsava, Jan Peterek, Vojtěch Polák, Jiří Polanský, Martin Růžička, Václav Varaďa, Marek Zagrapan, Martin Koudelka Trenéři: Pavel Marek, Břetislav Kopřiva                                                                                  |
| Stříbrná medaile | HC Vítkovice Steel | Brankáři: Roman Málek, Filip Šindelář, Martin Prusek Obránci: Jakub Bartoň, Marek Malík, Ctirad Ovčačík, Petr Punčochář, Denis Rehák, Pavel Trnka, Tomáš Voráček, Lubomír Vosátko Útočníci: Jiří Burger, Michal Hlinka, Rudolf Huna, Peter Húževka, Jan Káňa, Lukáš Klimek, Petr Pohl, Ondrej Šedivý, Petr Strapáč, Juraj Sýkora, Roman Szturc, Roman Tomas, Viktor Ujčík, Petr Vrána Trenéři: Mojmír Trličík, Zdeněk Moták                                                                          |
| Bronzová medaile | HC Eaton Pardubice | Brankáři: Martin Růžička, Adam Svoboda, Filip Landsman Obránci: Marek Drtina, Jeff Jillson, František Kaberle, Václav Kočí, Jan Kolář, Branislav Mezei, Petr Mocek, Jakub Nakládal, Aleš Píša Útočníci: Martin Bartek, Jan Buchtele, Jan Kolář, Petr Koukal, Jiří Cetkovský, Robert Kousal, Tomáš Kůrka, Lukáš Nahodil, Adam Pineault, Lukáš Radil, Daniel Rákos, Jan Semorád, Radovan Somík, Jan Starý, Tomáš Sýkora, Jan Šeda, Rastislav Špirko, Tomáš Zohorna Trenéři: Josef Jandač a Jan Votruba |

## Rozhodčí
Při utkání Slavia Praha - Vagnerplast Kladno byl zasažen pukem do ucha čárový rozhodčí Tomáš Pešek. zápas místo něj od 3, třetiny odpískal Roman Pouzar.

### Hlavní
- Všichni

- Petr Blecha
- Martin Fraňo
- Pavel Hodek
- Martin Homola
- René Hradil
- Jan Hribik
- Michal Hrubý
- Radek Husička
- Antonín Jeřábek
- František Kalivoda
- Petr Lacina
- Pavel Mikula
- Milan Minář
- Vladimír Pešina
- Roman Polák
- Jakub Smitka
- Štěpán Souček
- Vladimír Šindler
- Robin Šír
- René Trombík
- Tomáš Turčan

### Čároví
- Všichni

- Miloš Bádal –  Roman Pouzar
- Stanislav Barvíř –  Petr Blümel
- Jaromír Bláha –  Evžen Kostka
- Jaromír Bryška –  Jiří Novák
- Lukáš Bejček –  Petr Charvát
- Michal Čech –  Pavel Dřínovský
- Jiří Gebauer –  Vít Lederer
- Marek Hlavatý –  Rudolf Tošenovjan
- Milan Jindra –  Milan Kis
- Jiří Rozlílek –  Martin Horinek
- Lukáš Podrazil –  Lukáš Kajínek
- Miroslav Lhotský –  Jiří Svoboda
- Tomáš Pešek –  David Jelínek

### Hlavní
- Anssi Salonen
- Tobias Björk
- Jozef Kubuš
- Daniel Konc
- Róbert Müllner
- Roman Gofman
- Vladimír Baluška
- Karol Popovič
- Stephan Bauer
- Daniel Stricker

### Čároví
Do sezóny 2011/12 nenastoupil žádný mezinárodní čárový rozhodčí.